# Le serate di San Pietroburgo
Le serate di San Pietroburgo o Colloqui sul governo temporale della Provvidenza (Les soirées de Saint-Pétersbourg, ou Entretiens sur le gouvernement temporel de la Providence), in alcune traduzioni italiane Le serate di Pietroburgo, Le veglie di San Pietroburgo o Le notti di Pietroburgo, è un dialogo, capolavoro letterario di Joseph de Maistre, pubblicato postumo dal figlio Rodolphe nel 1821.
Nell'opera, suddivisa in undici colloqui fra tre personaggi immaginari, (il Conte, piemontese; il Senatore, russo; il più giovane Cavaliere, francese) si mettono in scena discussioni fra i tre detti personaggi, che si trovano ad affrontare i più svariati temi relativi al senso della vita, della morte e della storia, oltre che del bene e del male e delle loro conseguenze.
Probabilmente il personaggio del Conte è il de Maistre stesso e gli altri due personaggi sono ispirati a persone che l'autore conobbe durante il suo soggiorno a San Pietroburgo a causa dell'esilio patito a seguito dei successi napoleonici in Europa, anche se secondo alcuni il De Maistre sarebbe sia il Conte che il Senatore, rappresentandone il primo l'animo cattolico ed il secondo quello esoterico.
Il testo è spesso citato per il famoso "elogio del boia" presente al suo interno.

## Contenuto
L'opera è considerata il capolavoro del pensiero reazionario e controrivoluzionario. Nello stesso vengono criticate le espressioni politiche, filosofiche, scientifiche e letterarie moderne con i loro ineluttabili eccessi secolaristi e irreligiosi, contrapponendo alle stesse le verità tradizionali, la dottrina cattolica e la filosofia cristiana (platonica e aristotelico-tomistica).
Fra i filosofi più bersagliati dalla pungente penna del de Maistre ci sono soprattutto Voltaire e Locke, esponenti dell'illuminismo che aveva causato la Rivoluzione francese, considerata il peggiore dei mali ed un castigo per i peccati e la poca Fede dell'Europa e della Francia.

### Primo colloquio
Nel primo colloquio (la discussione ha inizio per caso mentre i tre amici attraversano su un battello la Neva), il conte si perizia di dimostrare che non è vera l'asserzione comune secondo cui le brave persone sarebbero in questa vita sfortunate e ai farabutti andrebbe invece sempre tutto per il meglio.
Questo colloquio contiene il famoso "elogio del boia".

### Secondo colloquio
Si parla del peccato originale e dell'origine del linguaggio.

### Terzo colloquio
Si parla del dolore e della malattia come castigo per disordini nell'ambito morale.

### Quarto colloquio
Si parla dell'importanza della preghiera e del castigo divino. Si critica Voltaire.

### Quinto colloquio
Si parla del rapporto fra materia e spirito e fra fisica e religione. Si ribadisce che ogni male provoca un castigo e che ogni castigo contribuisce a guarire il male che l'ha provocato.

### Sesto colloquio
Si parla dell'importanza della preghiera e si critica aspramente il filosofo John Locke.

### Settimo colloquio
Si fa un elogio del militare, si affronta il rapporto fra guerra e religione e si parla dei Salmi.

### Ottavo colloquio
Si parla dell'utilità delle sofferenze, del Purgatorio e della supremazia della teologia sulla scienza.

### Nono colloquio
Si parla della reversibilità delle sofferenze degli innocenti a favore dei peccatori (sull'esempio di quanto fece Cristo), di Seneca e dell'importanza della Rivelazione

### Decimo colloquio
Si descrive come il male derivi dalla divisione, citando la torre di Babele e la Pentecoste, si parla della religione, della superstizione e delle indulgenze.

### Undicesimo e ultimo colloquio
Si parla di illuminismo, esoterismo, illuminati di Baviera, della Sacra Scrittura, del Paraclito venturo, del protestantesimo e del sacerdozio cristiano.
Infine i tre amici si congedano salutandosi affettuosamente e dicendosi addio.